# Ossario di Sedlec

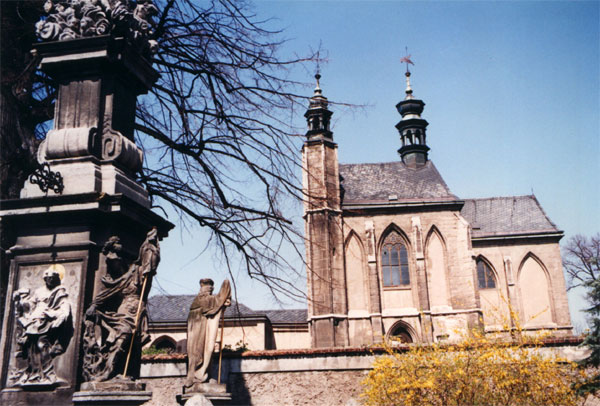
Cappella esterna

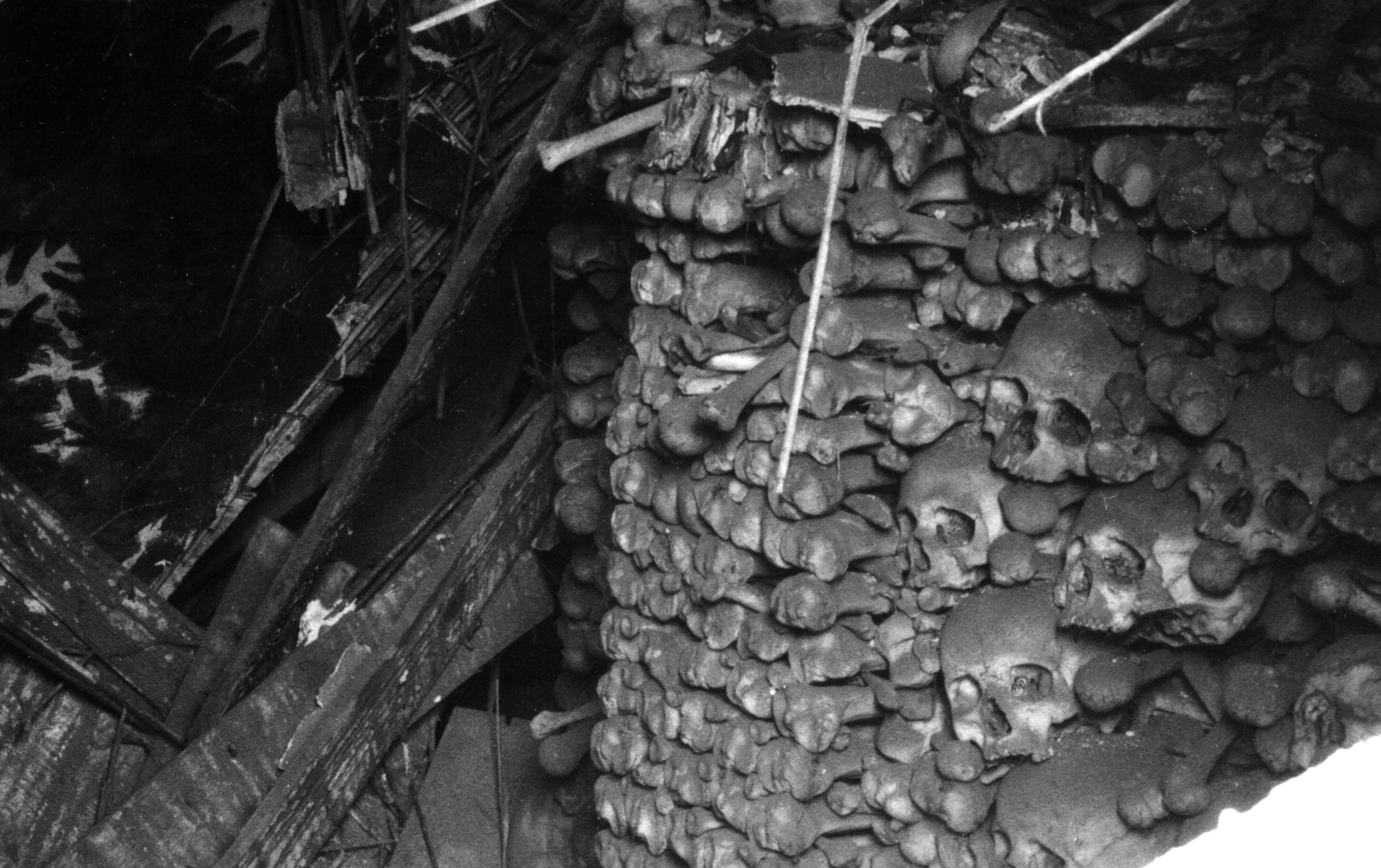
Condizione nel 1990, prima del restauro

L'opera macabra di Sedlec (in ceco Strašidelné dílo Sedlec), è una piccola cappella cristiana, collocata nel cimitero della chiesa di tutti i Santi (in ceco Hřbitovní kostel Všech Svatých) a Sedlec, una località di Kutná Hora nella Repubblica Ceca. L'ossario contiene approssimativamente 40.000 scheletri umani scomposti e disposti in maniera tale da creare un sistema decorativo che adorna gli interni dell'edificio religioso.

## La storia

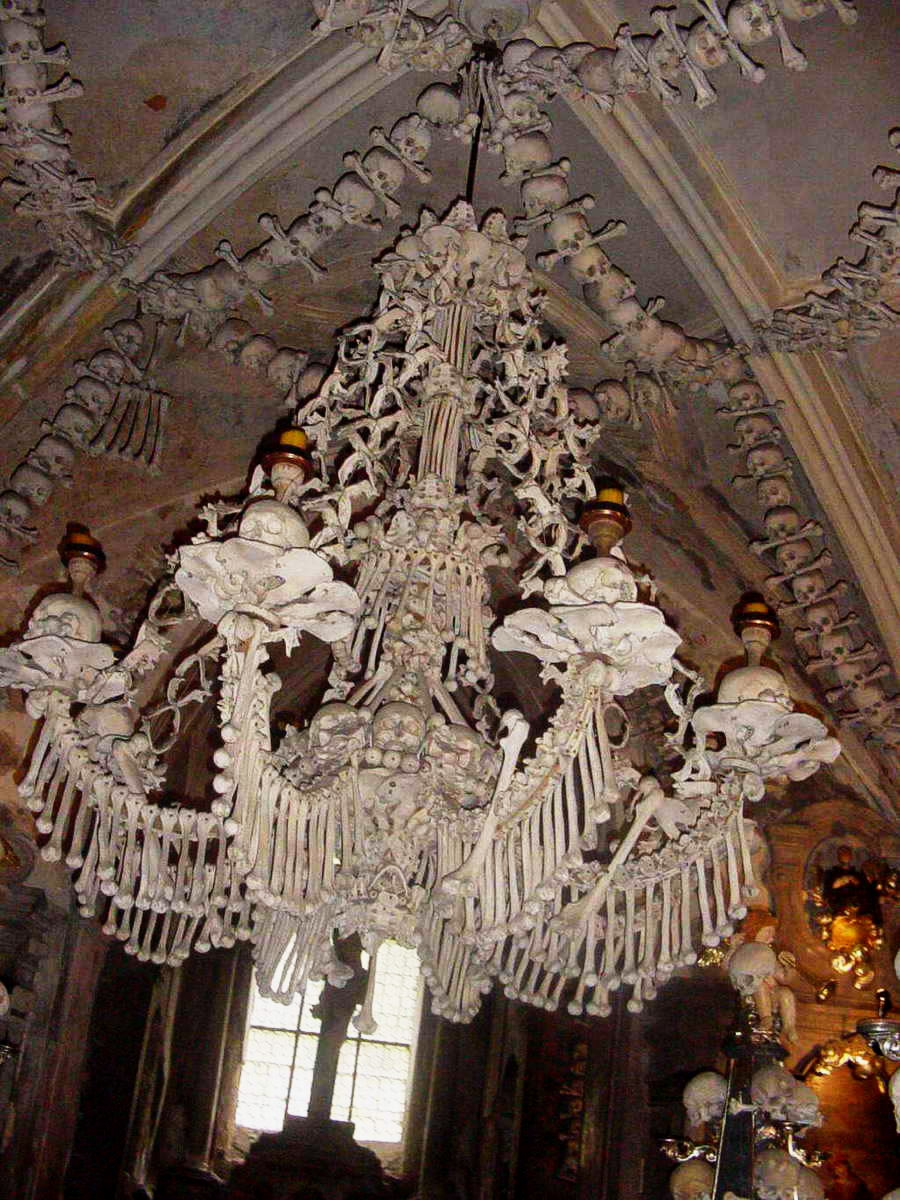
Candeliere composto da ossa e teschi

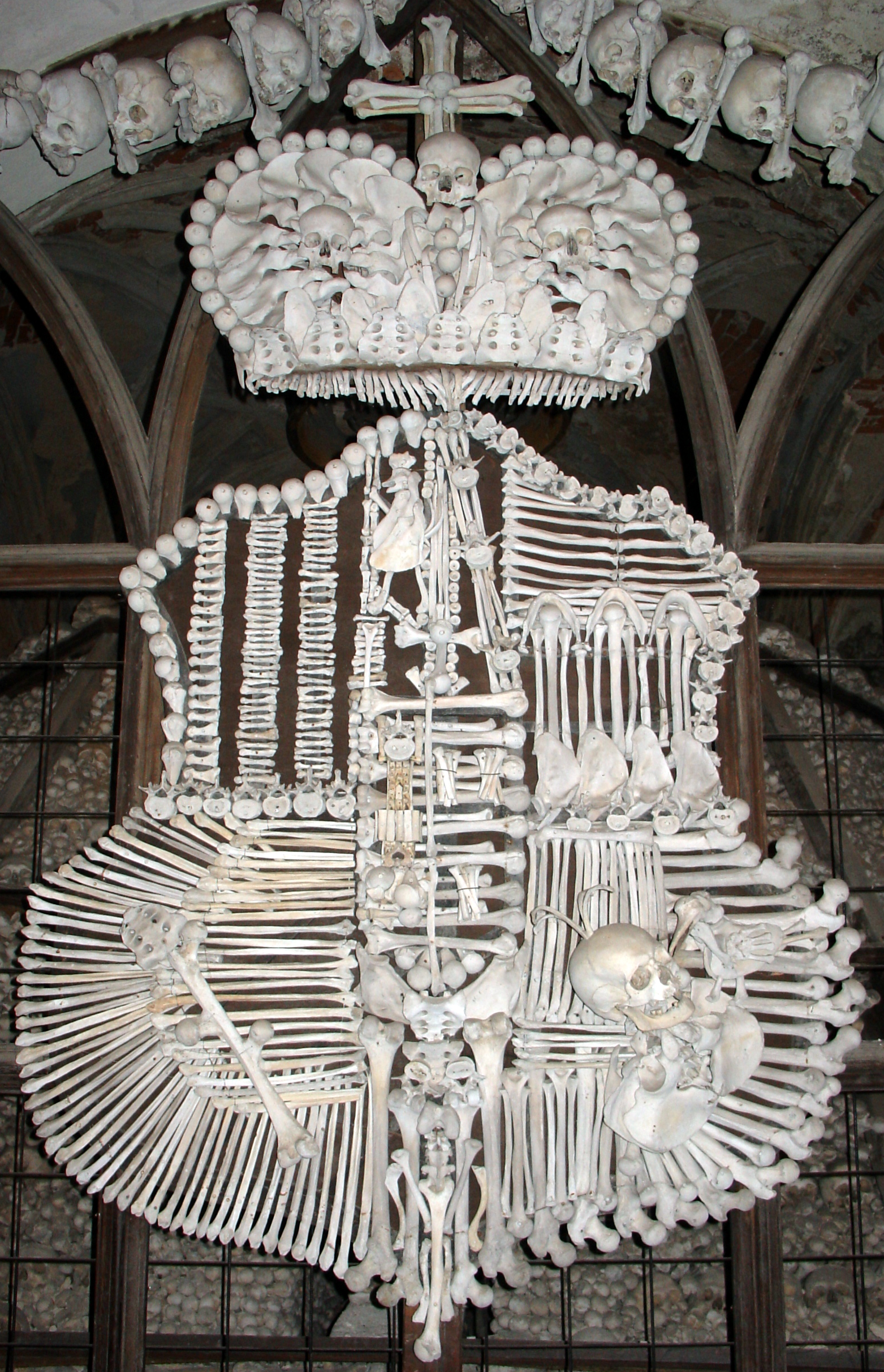
Stemma degli Schwarzenberg costruito con le ossa

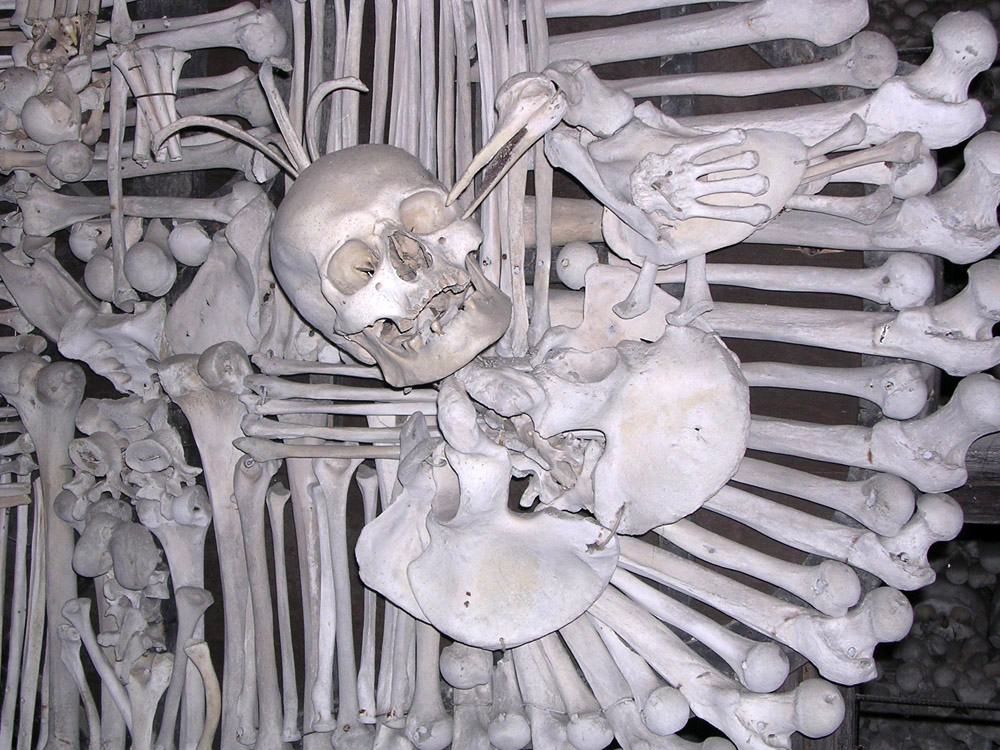
Stemma degli Schwarzenberg costruito con le ossa

L'abate Enrico, del monastero cistercense dal quale la chiesa dipendeva, venne mandato in Terra santa per volere del re Ottocaro II di Boemia, nel 1278. Al suo ritorno, il frate portò con sé una giara contenente della terra raccolta dal suolo di Golgota e la disperse all'interno del cimitero di Sedlec. Molte persone provenienti da tutta Europa da allora fecero seppellire i propri parenti in questo luogo, secondo la tradizione per poter donare loro la salvezza eterna.
Nel corso del tempo molti corpi si accumularono nel cimitero di Sedlec soprattutto a causa di due delle più grandi calamità che attanagliarono l'attuale territorio della Repubblica Ceca: nel XIV secolo la peste nera e successivamente nel XV secolo le devastazioni portate dalla crociata Hussita.
Nel 1400 i frati furono costretti a costruire un ossario, posto all'interno della cripta della nuova chiesa edificata, in stile gotico, al centro del cimitero che ormai non disponeva più dello spazio necessario per contenere tutti i corpi. A partire dal 1511 vennero riesumate ed accatastate in un magazzino le ossa delle vecchie sepolture per fare largo alle nuove.
Tra il 1703 ed il 1710, venne eretta una nuova entrata e ristrutturata, in stile barocco, la cappella dall'architetto ceco di origini italiane Giovanni Santini.
Nel 1870, František Rint, un intagliatore al servizio del duca di Schwarzenberg, ebbe l'idea di riutilizzare le ossa accumulate nei magazzini della chiesa per creare la macabra decorazione della cripta. Oltre a decorare le pareti e la volta con i resti degli scheletri l'artista compose delle vere e proprie sculture. Su tutte spiccano l'enorme candeliere composto da teschi ed ossa incastrate tra loro, l'ornamento dell'altare, ed uno gigantesco stemma degli Schwarzenberg anch'esso ricostruito con i resti umani recuperati dall'ossario.
Ossari simili nelle decorazioni esistono anche in Italia nella chiesa di Santa Maria della Concezione dei Cappuccini a Roma e nella Chiesa di San Bernardino alle Ossa a Milano

## Nei media
Nel 1970 il regista ceco Jan Švankmajer ricevette l'incarico di girare un documentario sull'ossario. Il risultato fu un visionario cortometraggio di 10 minuti, ora lento, ora frenetico, con sottotoni da incubo e il sottofondo neutrale della voce della guida turistica. Questa versione fu inizialmente respinta dalle autorità e la colonna sonora fu rimpiazzata da una breve introduzione parlata e un arrangiamento jazzistico, di Zdeněk Liška, del poema Comment dessiner le portrait d'un oiseau di Jacques Prévert.
Nel 2011 la band metal statunitense Machine Head girò proprio qui alcune scene del videoclip del brano Darkness Within in occasione dell'uscita dell'album Unto the Locust nello stesso anno.
L'ossario di Sedlec costituisce parte integrante del romanzo L'angelo delle ossa dello scrittore irlandese John Connolly.
Viene citato anche nel romanzo Il segreto del male di Craig Russell, quando il dottor Viktor Kosàrek ha la seduta di narcoipnosi con Dominik Bartos, uno dei Sei Figli del Diavolo, rinchiusi nel castello-manicomio di Hrad Orlu.